# Enemies Closer
Pour plus de détails, voir Fiche technique et Distribution.
Enemies Closer ou Ennemi à abattre au Québec est un film américain réalisé par Peter Hyams et sorti en 2013. Il s'agit de la troisième collaboration entre le réalisateur et l'acteur Jean-Claude Van Damme après Timecop (1994) et Mort subite en (1995).

## Synopsis
Dans une forêt à la frontière américano-canadienne, deux ennemis jurés doivent travailler ensemble pour échapper à un cartel à la recherche de l'une de ses cargaisons manquante.

## Fiche technique
- Titre original : Enemies Closer
- Réalisation : Peter Hyams
- Scénario : Eric Bromberg, James Bromberg
- Photographie : Peter Hyams
- Musique : Tony Morales
- Montage : John Hyams
- Production : Moshe Diamant et Courtney Solomon
- Producteur délégué : Joel Silver
- Sociétés de production : After Dark Films et Signature Entertainment
- Distribution : Lionsgate, ACE Entertainment / France Télévisions Distribution (France, vidéo)
- Pays de production :  États-Unis
- Langue originale : anglais
- Durée : 85 minutes
- Dates de sortie :
  - France : 4 décembre 2013 (directement en vidéo)
  - États-Unis : 24 janvier 2014

## Distribution
- Jean-Claude Van Damme (VF : Patrice Baudrier) : Xander
- Tom Everett Scott (VF : Damien Boisseau) : Henry
- Orlando Jones (VF : Lucien Jean-Baptiste) : Clay
- Linzey Cocker : Kayla
- Zachary Baharov (VF : Pascal Casanova) : Saul
- Kristopher Van Varenberg : François
- Christopher Robbie (VF : Patrice Melennec) : Mr Sanderson

- Version française
  - Studio de doublage : All In Studios
  - Direction artistique : Antoine Nouel
  - Adaptation des dialogues : Galia A. Patre

 Source et légende : version française (VF) sur RS Doublage et selon le carton du doublage français télévisuel.

### Revue de presse
- Dominique Deprêtre, « Enemies Closer », Soir Mag, Groupe Rossel, Bruxelles, 14 décembre 2013, p. 35,  (ISSN 1376-4853)